# U-Bahn-Station Perfektastraße
Perfektastraße is een metrostation in het district Liesing van de Oostenrijkse hoofdstad Wenen. Het station werd geopend op 15 april 1995 en wordt bediend door lijn U6
Het station ligt op een viaduct over de Perfektastraße tussen de Lemböckgasse en de Porschestraße dat op 15 april 1995 de halte van sneltram 64 verving. De sneltram was aangelegd op vrije baan maar met overwegen tijdens de bouw van de eerste U-Bahn lijnen in de binnenstad en werd op 27 september 1980 geopend. De verlenging naar Siebenhirten was al opgenomen als U6B in het uitgewerkte metroplan uit 1970 maar om de nieuwe woonwijken een verbinding met de binnenstad te bieden werd destijds besloten tot de aanleg van de sneltram. 
De ombouw van de sneltramlijn tot metro betekende voor de drie zuidelijkste stations van de lijn, waaronder Perfektastraße, nieuwbouw van het station omdat voor de metro gelijkvloerse kruisingen zoals overwegen verwijderd moesten worden.
Het station heeft zijperrons en is gebouwd naar een ontwerp van J.G. Gsteu met de kenmerkende aluminium beplating en liftkokers met een boogdak. De aluminium golfplaten konden gemaakt worden dankzij een nieuwe techniek, De combinatie met blauw getint beton en glas geven het station een goede uitstraling.
Ten westen van het station ligt het industrieterrein van Liesing. De stadsbussen 61A en 64A alsmede meerdere streekbussen hebben hun haltes bij het station. Op werkdagen rijdt de metro 's avonds niet en moeten reizigers gebruikmaken van de buurtbus N64 die rijdt op afroep.In het weekeinde en op feestdagen rijdt de metro doorlopend. Aan de zuidwest kant ligt een parkeer en reis terrein.

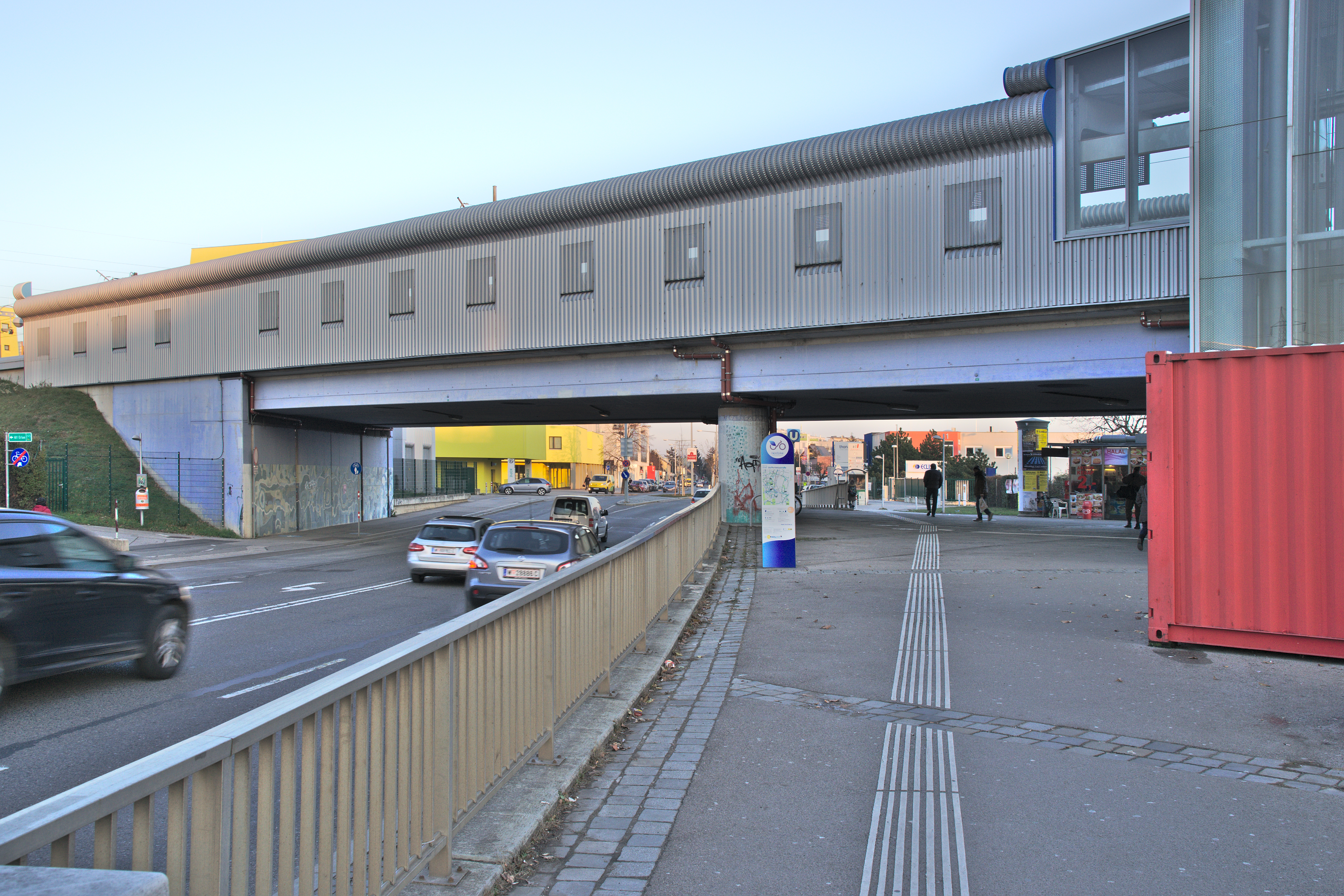
Het station boven de Perfektastraße.
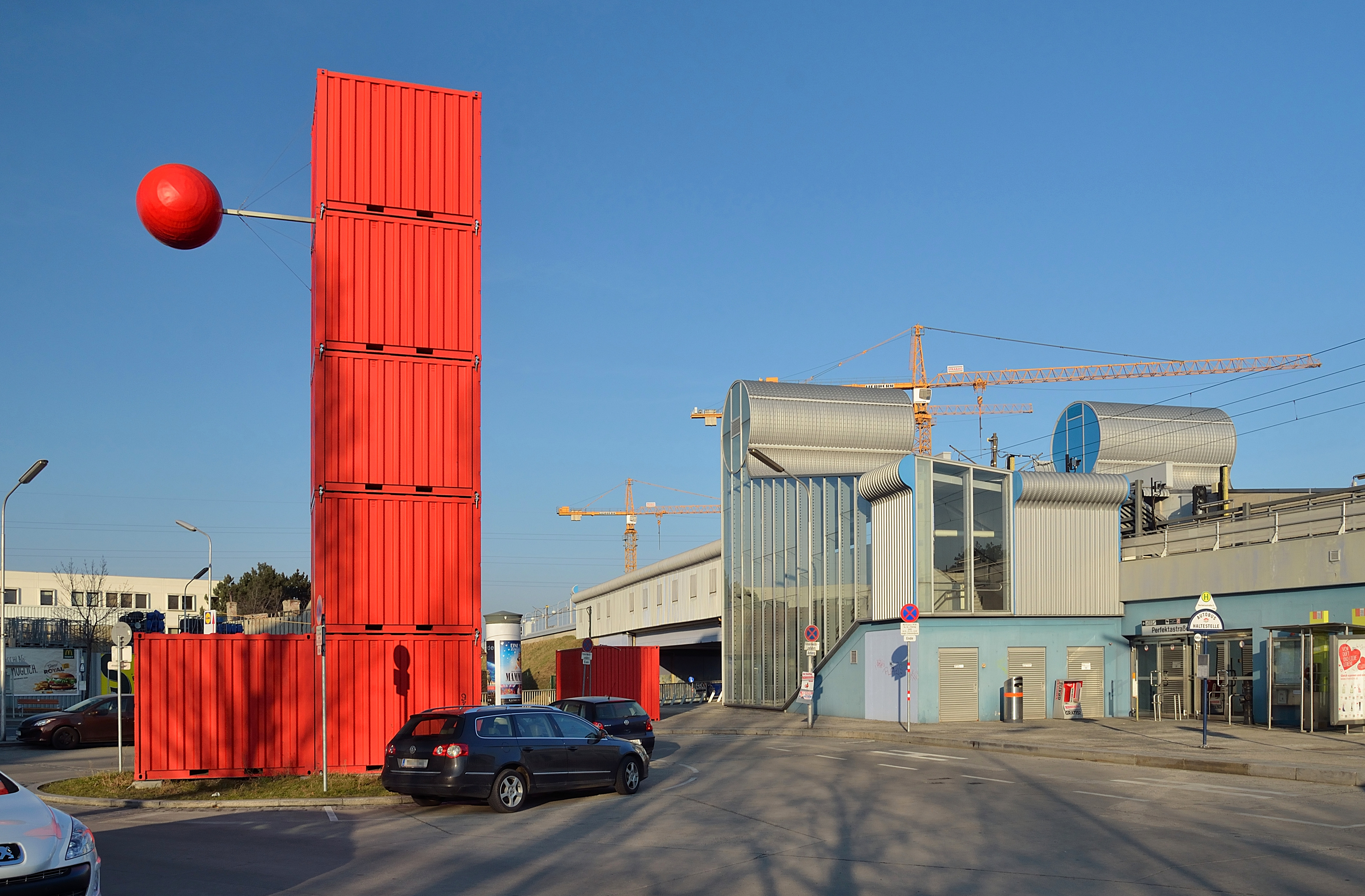
De stationshal met opvallende liftkokers gezien vanaf het P&R terrein.